# Траунфиртель

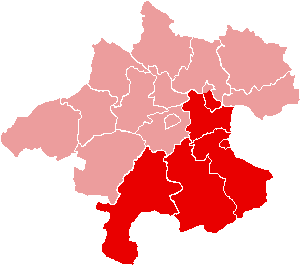
Траунфиртель на карте Верхней Австрии

Траунфиртель (нем. Traunviertel, букв. «Траунская четверть») — историческая область Австрии в южной части земли Верхняя Австрия. Является одной из четырёх «четвертей» — субрегионов Верхней Австрии, три других — Хаусрукфиртель, Мюльфиртель и Иннфиртель. Название связано с рекой Траун, протекающей через данную область.

## Регион
Регион состоит из австрийских политических округов Линц-Ланд, Штайр-Ланд, Кирхдорф, Гмунден, Штайр и части города Линц (к югу от реки Дунай).
Основные города Траунфиртеля:
- Линц (столица Верхней Австрии),
- Гмунден
- Кирхдорф-ан-дер-Кремс
- Штайр[4]

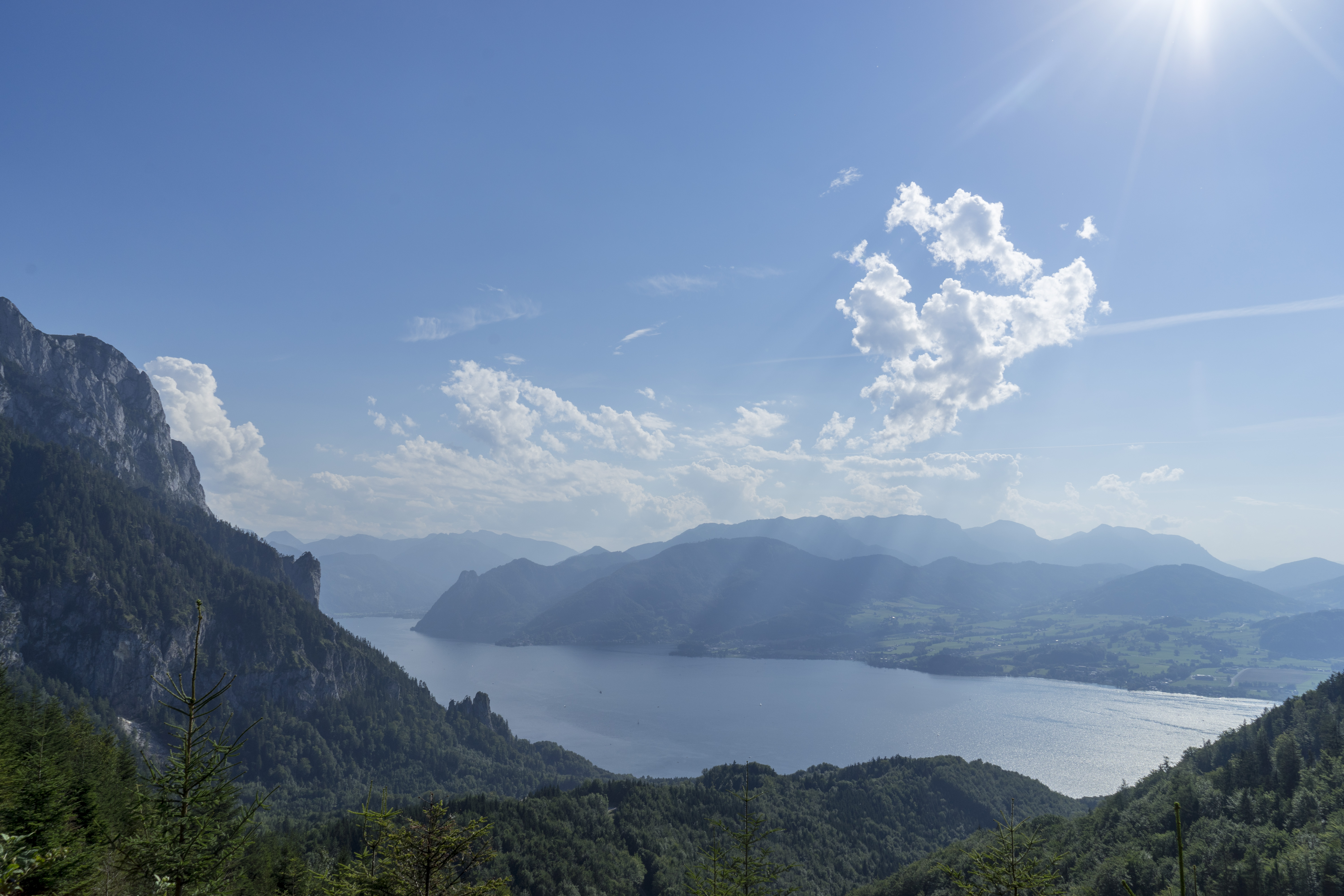
Озеро Траунзе с адскими горами в Зальцкаммергут
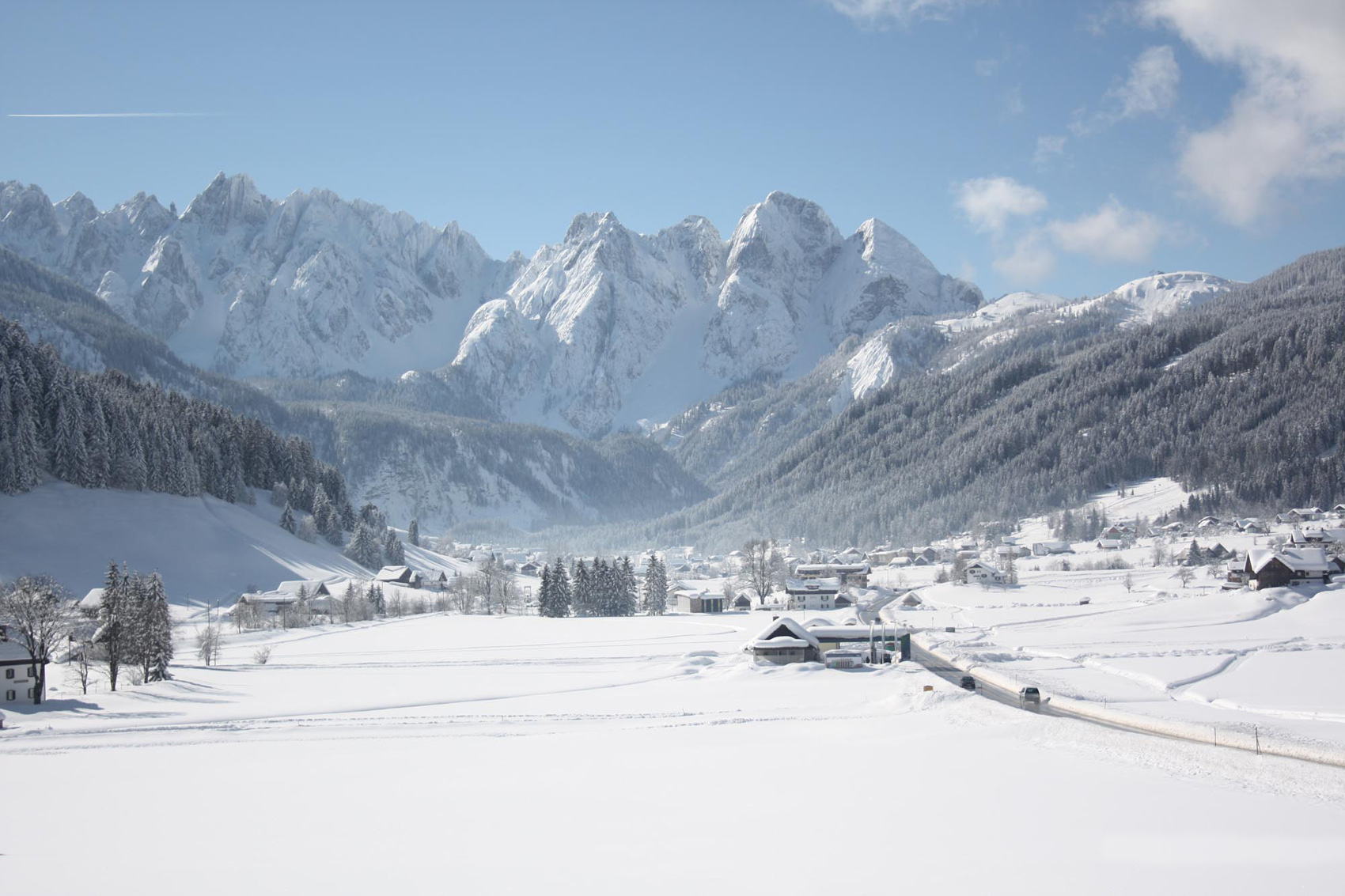
Вид на коммуну Гозау
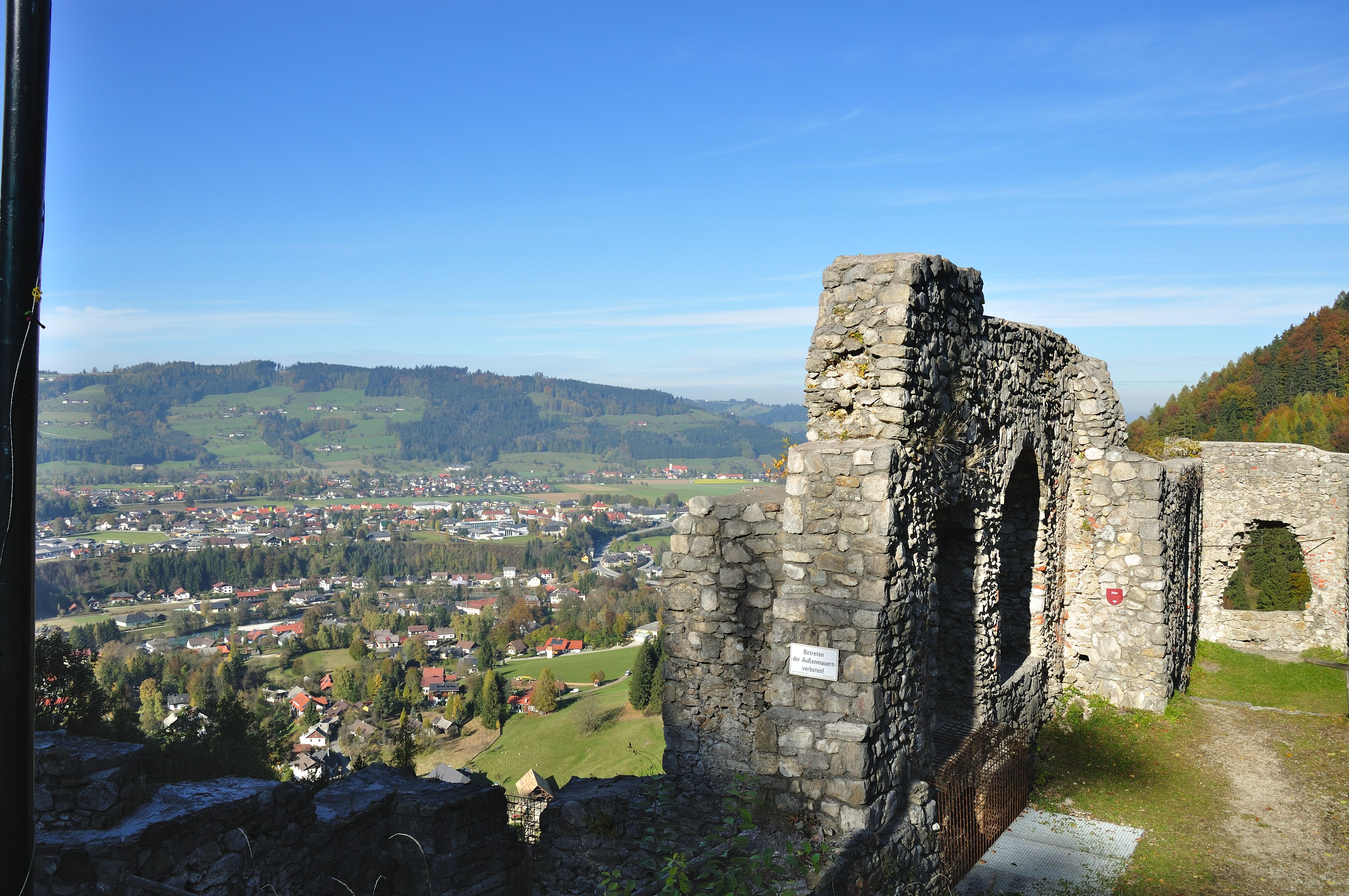
Руины в Шарнштайн в Алматал
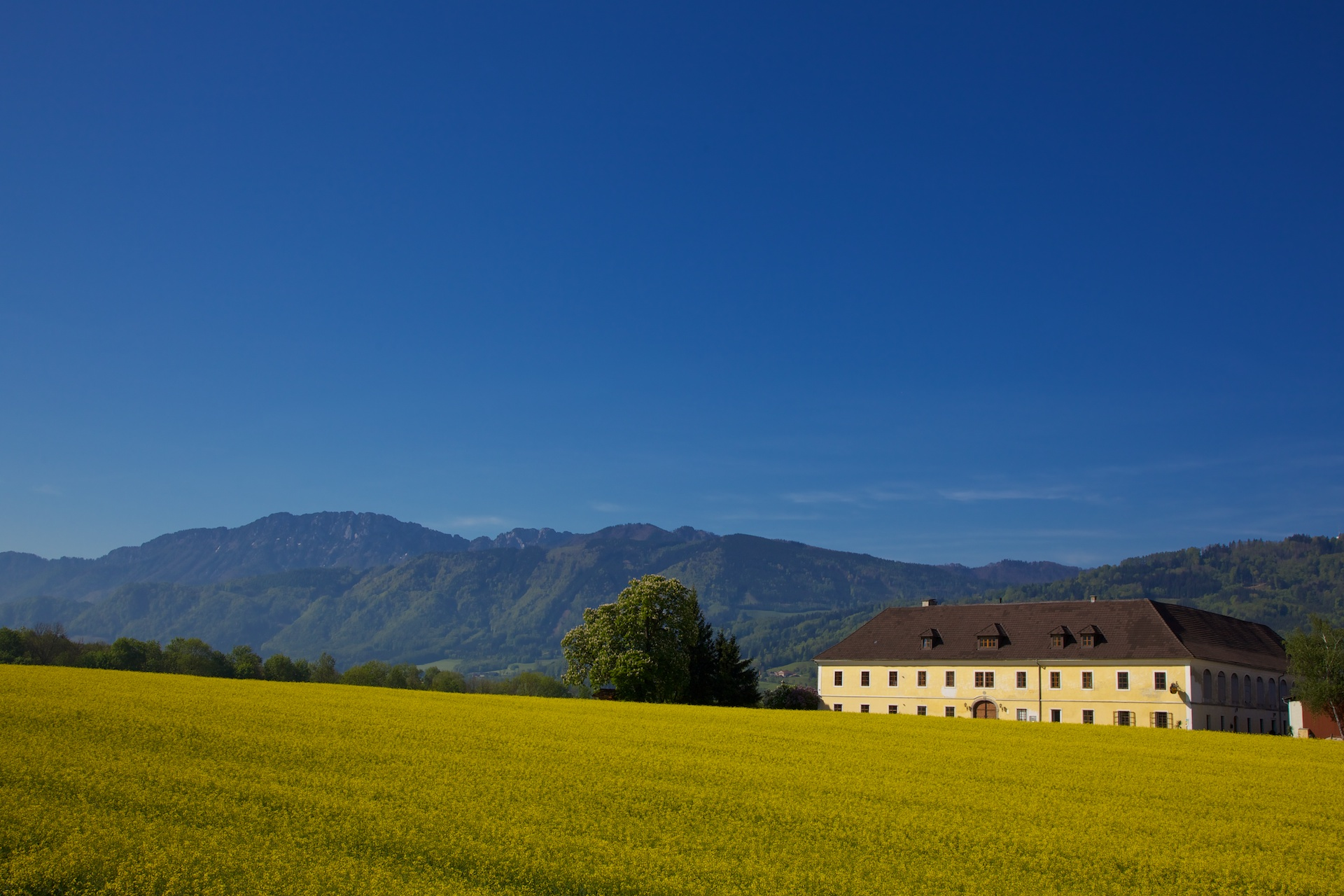
Пейзаж Кирхдорф-ан-дер-Кремс
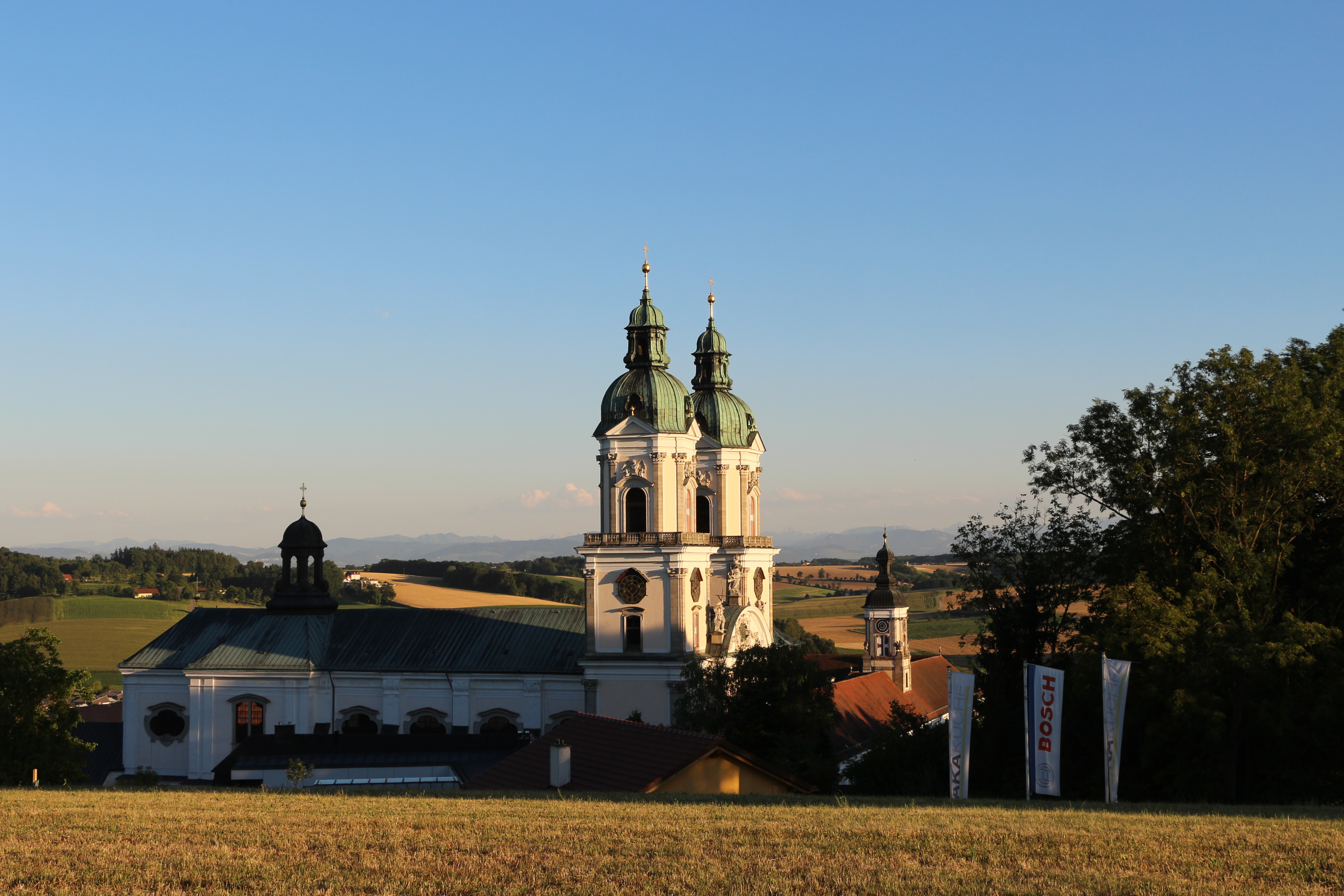
Вид на Монастырь Святого Флориана в Florianer Landl
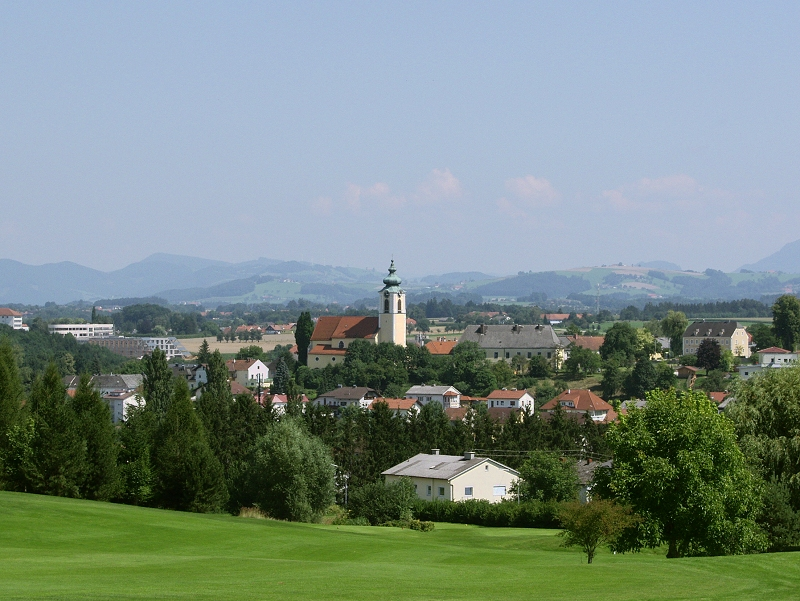
Пфарркирхен-Бад-Халль
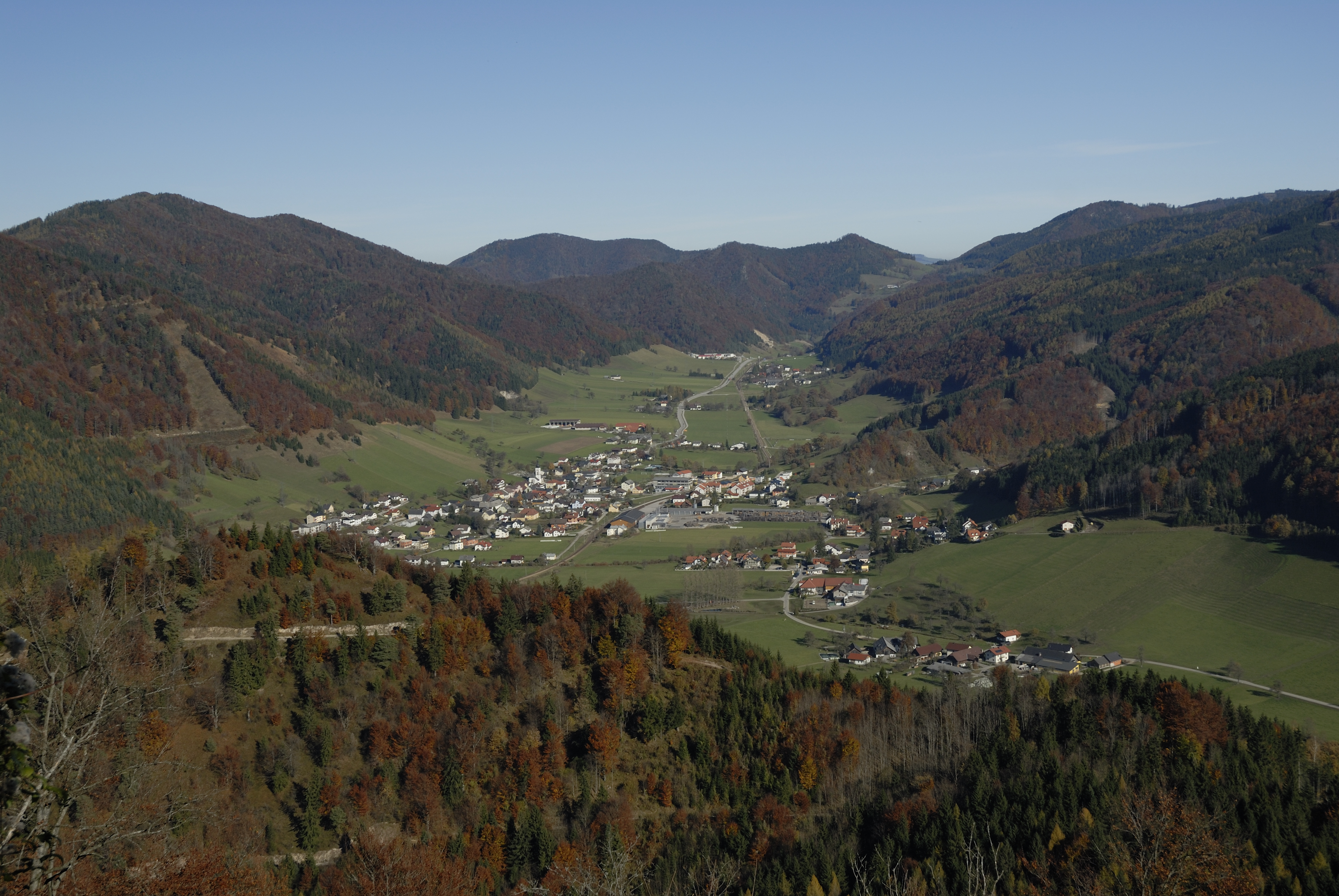
Гафленц
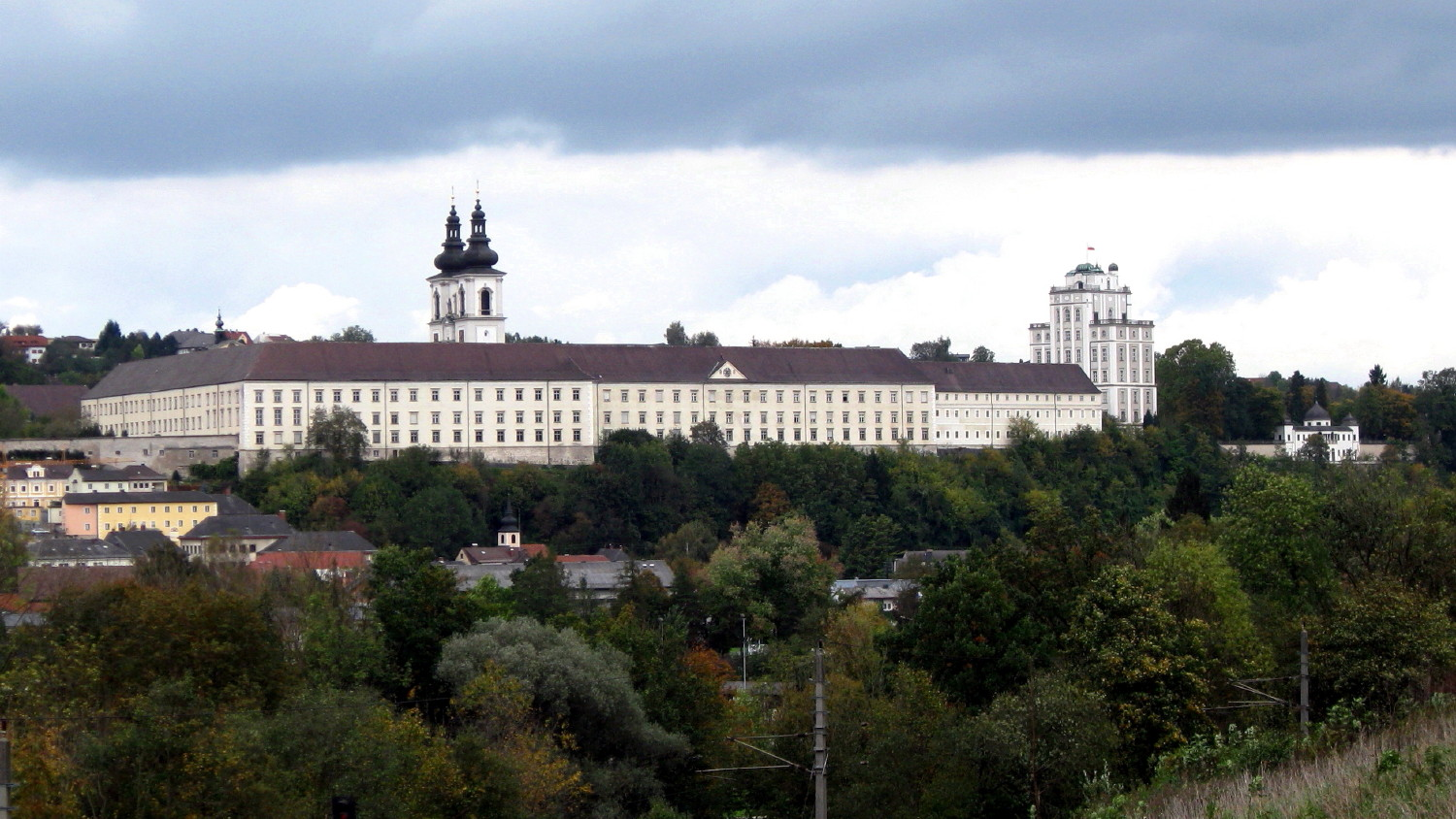
Кремсмюнстерское аббатство
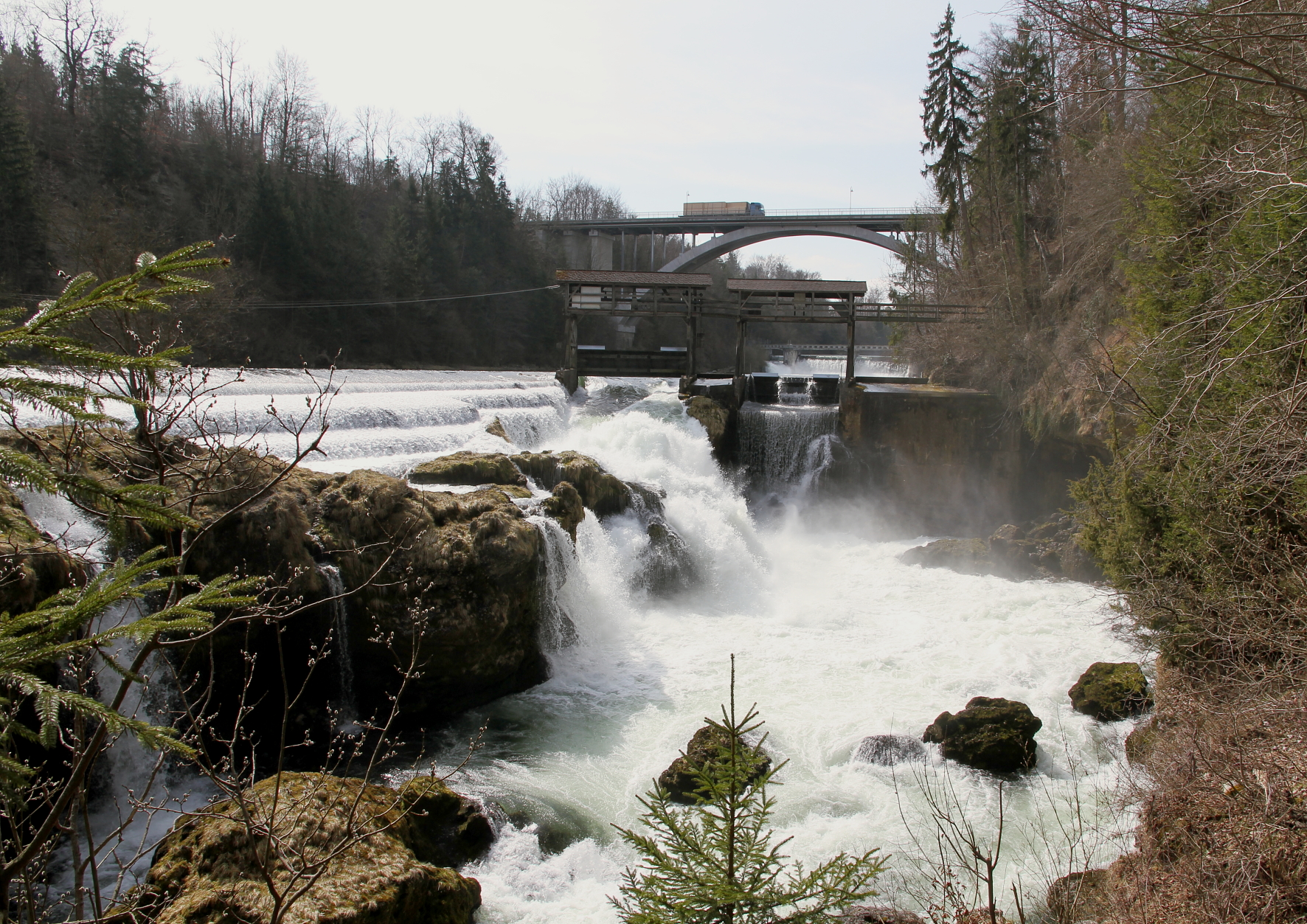
Водопад в Траунфалле
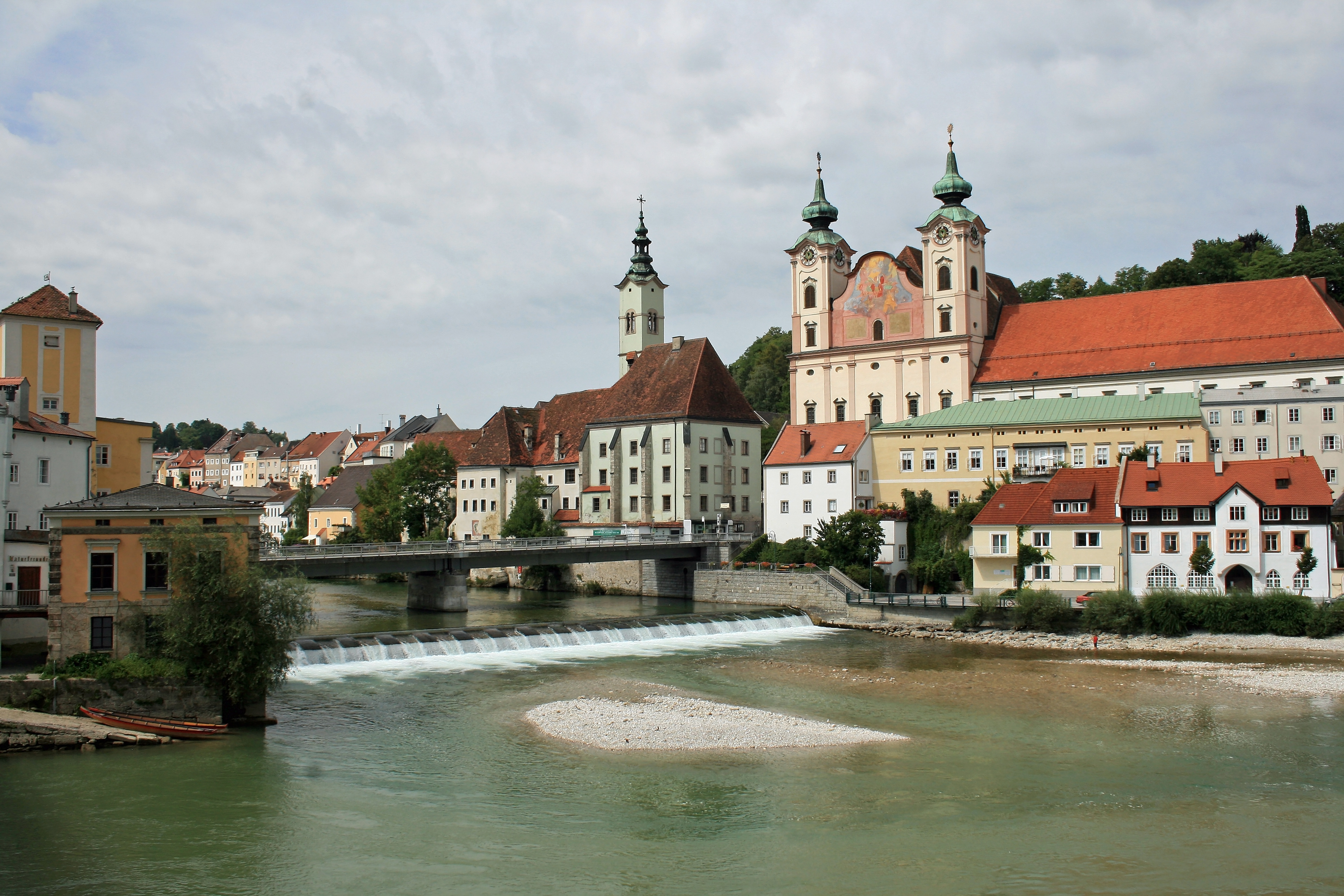
Устье реки Штайр в городе Штайр

## Примечание
1. ↑  A Gazetteer of the World: Or, Dictionary of Geographical Knowledge (англ.). — A. Fullarton, 1859. — P. 153. Архивировано 2 января 2022 года.
2. ↑  Christina Blackie. Etymological Geography… (неопр.). — Daldy, Isbister, 1876. — С. 164.
3. ↑  Edinburgh gazetteer. The Edinburgh gazetteer, or, Geographical dictionary (англ.). — 1822. — P. 312. Архивировано 2 января 2022 года.
4. ↑  DK Eyewitness Travel Guide: Austria: Austria (англ.). — Dorling Kindersley Limited, 2012. — P. 187—. — ISBN 978-1-4093-8350-5. Архивировано 2 января 2022 года.